# Władysław Misiuna
Władysław Misiuna (ur. 19 lipca 1925 w Radomiu, zm. 2 października 2022) – polski ekonomista, prof. dr hab., poeta, wolnomularz, Sprawiedliwy Wśród Narodów Świata.

## Życiorys
W 1953 ukończył studia w Szkole Głównej Planowania i Statystyki, w 1973 uzyskał tytuł profesora nauk ekonomicznych. Został zatrudniony w Instytucie Ekonomiki Rolnictwa na Wydziale Rolnym Uniwersytetu Poznańskiego. Pochowany na cmentarzu Bródnowskim w Warszawie (kwatera 50B-6-32).

## Odznaczenia i wyróżnienia
- Honorowe Obywatelstwo Państwa Izrael[2]
- 2007: Krzyż Komandorski Orderu Odrodzenia Polski[2][6]
- 1966: Medal Sprawiedliwy Wśród Narodów Świata[2]